# Muzej Kon-Tiki
Muzej Kon-Tiki (norveško Kon-Tiki Museet) je muzej na polotoku Bygdøy v Oslu, Norveška. V njem so vodna plovila in zemljevidi z odprave Kon-Tiki ter knjižnica s približno 8000 knjigami.
Muzej Kon-Tiki je bil zgrajen v več fazah. Svoja vrata je prvič odprl 15. maja 1950 v preprostem lesenem objektu, a je zanimanje javnosti kmalu postalo tako veliko, da je bila potrebna trajnejša stavba. Oblikoval ga je F.S. Platou in Otto Torgersen in je bila dokončana leta 1957. Za financiranje gradnje je bila flota Kon-Tiki poslana na evropsko turnejo. Obiskala je Köln, Amsterdam, Bruselj in Pariz. Leta 1978 je bil muzej po odpravi Ra v letih 1969 in 1970 razširjen v hišo Ra II, ki jo je zasnoval Torgersen.
Muzej Kon-Tiki je zasebna fundacija, ki deluje brez javne podpore. V preteklih letih je muzej obiskalo nešteto zvezdnikov, vključno s kraljico Elizabeto II., tajskim kraljem, Dwightom D. Eisenhowerjem in Billom Clintonom ter Billom Gatesom in njegovo družino.
Muzej je bil prvotno zgrajen za namestitev Kon-Tikija, splava iz balza lesa predkolumbovskega modela, s katerim je leta 1947 norveški pustolovec Thor Heyerdahl plul iz Peruja v Polinezijo. Še en čoln v muzeju je Ra II, plovilo, zgrajeno iz trstičja po Heyerdahlovem dojemanju staroegipčanskega morskega čolna. Heyerdahl je z ladjo Ra II odplul iz severne Afrike v Karibsko morje, potem ko je prejšnji poskus s čolnom iz trstike Ra propadel.
Pod splavom je model morskega psa kitovca, ki ga je posadka srečala na potovanju.
Muzej Kon-Tiki stoji v bližini številnih drugih muzejev: Muzej Fram, Norveški muzej kulturne zgodovine, Muzej vikinških ladij in Norveški pomorski muzej.
V sodelovanju z Norveško nacionalno knjižnico muzej upravlja knjižnico Bjarneja Kroepeliena, ki obsega okoli 4500 publikacij, ter Heyerdahlov arhiv. Slednji poleg dnevnikov vključuje izvirne rokopise, zasebna pisma, načrte odprav, članke in časopisne izrezke ter edinstveno foto in filmsko gradivo. Arhiv je bil leta 2011 razglašen za spomin sveta.
Leta 2012 je muzej predstavil posebno razstavo o produkciji novega celovečernega filma Kon-Tiki.
Leta 2011 so bili arhivi Thora Heyerdahla v muzeju Kon-Tiki vključeni v Unescov arhiv Memory of the World.
Leta 2019 se je muzej Kon-Tiki strinjal, da vrne na tisoče predmetov, ki jih je Heyerdahl odnesel z Velikonočnega otoka.